# Puerta de la Sagra
La puerta de la Sagra (conocida antiguamente también como puerta de la Xagra) era un acceso de la muralla islámica de Madrid que daba a una extensión de cultivo cercana a la ribera del Manzanares. Era una puerta adyacente a la de Valnadú y se ubicada en terrenos ocupados actualmente por la Plaza de Oriente (frente a los Jardines de Lepanto), contigua al Alcázar (actual Palacio Real), es decir entre la calle de Rebeque esquina a Requena.
Se denominaba así por dar al camino de la Xagra que era una extensión de terreno cultivado (Shaqra en árabe) en el río Manzanares. La puerta desapareció alrededor de 1550, derribada, al igual que su iglesia adyacente, San Miguel de la Sagra.